# Родман, Лейба Залманович
Ле́йба За́лманович Ро́дман (англ. Leiba Rodman; 9 июня 1949, Рига — 2 марта 2015, Уильямсберг) — израильский и американский математик, специалист в области теории операторов.

## Биография
Родился в Риге в семье Залмана и Хаи Родман. В 1971 году окончил Латвийский государственный университет. В 1974—1976 годах продолжал обучение в Тель-Авивском университете, специализировался на статистике и теории операторов, затем — в аспирантуре там же под руководством Израиля Гохберга. Диссертацию по теме «Спектральная теория аналитических матричных функций» защитил в 1978 году.
В 1978—1980 годах — в постдокторантуре в Университете Калгари, затем вновь в Тель-Авивском университете (с 1983 года — доцент). С 1987 года — профессор математического отделения Университета штата Аризона. С 1988 года — профессор Колледжа Вильгельма и Марии в Вильямсберге (штат Вирджиния).
Был женат, имел четверых детей.
Основные труды в области линейной алгебры и теории матриц, теории операторов, алгебры кватернионов.

## Монографии
- Spectral Theory of Analytic Matrix Functions. Tel-Aviv University, 1978.
- Matrix Polynomials (с Peter Lancaster и Израилем Гохбергом). Нью-Йорк—Лондон: Academic Press и Берлин: Academie Verlag, 1982; переиздана — Филадельфия: The Society for Industrial and Applied Mathematics (SIAM), 2009.
- Matrices and Indefinite Scalar Products (с Peter Lancaster и Израилем Гохбергом). Базель: Birkhäuser, 1983.
- Invariant Subspaces of Matrices with Applications (серия Classics in Applied Mathematics, с Peter Lancaster и Израилем Гохбергом). Нью-Йорк: J. Wiley, 1986; Базель: Birkhäuser, 2006.
- An Introduction to Operator Polynomials. Базель: Birkhäuser, 1989.
- Interpolation of Rational Matrix Functions (с Joseph A. Ball и Израилем Гохбергом). Базель: Birkhäuser, 1990.
- Algebraic Riccati Equations (с Peter Lancaster). Нью-Йорк: Oxford University Press, 1995.
- Indefinite Linear Algebra and Applications (с Peter Lancaster и Израилем Гохбергом). Базель: Birkhäuser, 1995 и 2005.
- Abstract Band Method Via Factorization, Positive and Band Extensions of Multivariable Almost Periodic Matrix Functions, and Spectral Estimation (Memoirs of the American Mathematical Society, с Ilya M. Spitkovskii и Hugo J. Woerdeman). American Mathematical Society, 2002.
- Convolution Operators and Factorization of Almost Periodic Matrix Functions (Operator Theory: Advances and Applications, с Albrecht Böttcher и Yuri I. Karlovich). Birkhäuser, 2013.
- Topics in Quaternion Linear Algebra (Princeton Series in Applied Mathematics). Princeton University Press, 2014.

## Сборники под редакцией Л. Родмана
- Contributions to Operator Theory and its Applications (Operator Theory: Advances and Applications). Editors: Israel Gohberg, J William Helton, Leiba Rodman. Birkhäuser, 1988.
- Current Trends in Operator Theory and its Applications (Operator Theory: Advances and Applications). Edited by Joseph A. Ball, J. William Helton, Martin Klaus, Leiba Rodman. Birkhäuser, 2004.
- Topics in Operator Theory. Volume 1: Operators, Matrices and Analytic Functions; Volume 2: Systems and Mathematical Physics. Editors: Joseph A. Ball, Leiba Rodman, Vladimir Bolotnikov, Ilya M. Spitkovsky, J. William Helton. Базель: Birkhäuser, 2010.
- Operator Theory, Pseudo-Differential Equations, and Mathematical Physics: The Vladimir Rabinovich Anniversary Volume (Operator Theory: Advances and Applications). Editors: Yuri I. Karlovich, Luigi Rodino, Bernd Silbermann, Leiba Rodman. Birkhäuser, 2013.
- Advances in Structured Operator Theory and Related Areas: The Leonid Lerer Anniversary Volume (Operator Theory: Advances and Applications). Edited by Marinus Kaashoek, Leiba Rodman, Hugo J. Woerdeman. Birkhäuser, 2013.

## Festschrift
- Linear Algebra and its Applications (Special Issue In Honor of Leiba Rodman). Volume 470, Pages 1–340 (1 April 2015).[11]
- Operator Theory, Function Spaces, And Applications: International Workshop On Operator Theory And Applications. Birkhäuser, 2016. — «The volume presents papers dedicated to the eightieth birthday of Damir Arov and to the sixty-fifth birthday of Leiba Rodman, both leading figures in the area of operator theory and its applications, in particular, to systems theory».
- Ball, J. A., Kaashoek, M. A., Ran, A. C. M., Spitkovsky, I. (2018). Remembering Leiba Rodman 1949—2015, at IWOTA 2015. Operator Theory: Advances and Applications (pp. 3—12).